# Nekrolog 1764
Nekrolog
◄◄
| ◄
| 1760
| 1761
| 1762
| 1763
| 1764 | 1765 | 1766 | 1767 | 1768 | ► | ►►
Weitere Ereignisse | Allgemeiner Nekrolog 1764
Die Beschreibung der verstorbenen Person sollte so kurz wie möglich gehalten sein und nur deren signifikante Tätigkeit(en) enthalten.
Neue Namen ggf. auch unter dem Geburts- und Sterbedatum, also etwa unter 1. Januar und im Geburts- und Sterbejahr (2024) eintragen (nur bei entsprechender großer Wichtigkeit). Für Beispiele siehe die schon vorhandenen Artikel.
Außerdem über die fünf zuletzt Verstorbenen, zu denen es einen ausreichend guten Artikel für eine Präsentation auf der Hauptseite gibt, nach der todesbedingten Überarbeitung der Artikel ggf. auch unter Wikipedia Diskussion:Hauptseite informieren und sie am besten auch in den anderen Wikipedia-Sprachversionen eintragen. Tipp: Regelmäßig bei news.google.de nach „ist tot“, „gestorben“ oder „verstorben“ suchen.
Wenn eine Person gestorben ist, gibt es viele Seiten zu dieser Person in der Wikipedia, die davon auch betroffen sind und entsprechend aktualisiert werden müssen. Beispiele: Namenübersichtsseite, Geburtsjahr, Geburtsort-Seiten und viele mehr.
Wie finde ich die betroffenen Seiten?
Im Suchfeld auf der linken Seite gibt man den Suchbegriff so ein: „Vorname Nachname“. Dann klickt man auf Volltext und alle Seiten mit entsprechendem Suchtext werden aufgerufen. Hier sieht man dann schnell, wo auch das Todesjahr Sinn macht oder sogar ein Teil des Artikels angepasst werden muss. Auch hilft das „Werkzeug“ auf der linken Seite sehr gut, um solche Seiten aufzufinden: „Links auf diese Seite“. Somit ist die Wikipedia wieder aktuell in allen Bereichen! Hinweis: bei Eintragung der Kategorie „Gestorben JAHR“ wird der Missbrauchsfilter 49 ausgelöst, was jedoch nicht schlimm ist. Siehe: Spezial:Missbrauchsfilter/49
Dies ist eine Liste von im Jahr 1764 verstorbenen bekannten Persönlichkeiten. Die Einträge erfolgen innerhalb der einzelnen Daten alphabetisch sortiert. Tiere sind im Nekrolog für Tiere zu finden.

## Januar
| Tag        | Name                                       | Beruf, bekannt als                                                                             | Alter | Beleg |
| ---------- | ------------------------------------------ | ---------------------------------------------------------------------------------------------- | ----- | ----- |
| 14. Januar | Giuseppe Alessandro Furietti               | italienischer Kardinal                                                                         | 79    |       |
| 15. Januar | Johann Friedrich Ermel                     | deutscher Arzt                                                                                 | 67    |       |
| 15. Januar | Jan Albert Sichterman                      | Seemann, Direktor und Kunstsammler                                                             | 71    |       |
| 18. Januar | Leonhard Joseph von Lamberts zu Cortenbach | Bürgermeister der Reichsstadt Aachen                                                           |       |       |
| 18. Januar | Samuel Troilius                            | schwedischer evangelisch-lutherischer Theologe und Geistlicher, zuletzt Erzbischof von Uppsala | 57    |       |
| 24. Januar | Charles Ramsay, 7. Earl of Dalhousie       | schottischer Adeliger                                                                          |       |       |
| 27. Januar | Petru Pavel Aron                           | Bischof von Făgăraș                                                                            |       |       |
| Januar     | Johann Kaspar Cappel                       | Bürgermeister in Elberfeld                                                                     | 53    |       |
| Januar     | John Gardner                               | britischer Jurist, Politiker und Offizier                                                      | 66    |       |

## Februar
| Tag         | Name                         | Beruf, bekannt als                                                | Alter | Beleg |
| ----------- | ---------------------------- | ----------------------------------------------------------------- | ----- | ----- |
| 6. Februar  | Ernst Bogislaus von Flemming | preußischer Generalmajor und Chef des Infanterie-Regiments Nr. 58 |       |       |
| 10. Februar | Antonio Giuseppe Bossi       | italienischer Stuckateur                                          |       |       |
| 14. Februar | Pierre Restaut               | französischer Grammatiker                                         |       |       |
| 15. Februar | Karl Weber                   | Schweizer Militäringenieur, und Archäologe                        | 51    |       |
| 22. Februar | Christian Benedikt Michaelis | deutscher Orientalist und evangelischer Theologe                  | 84    |       |
| 23. Februar | David Splitgerber            | preußischer Unternehmer und Bankier                               | 80    |       |
| Februar     | Constantin Racoviță          | Herrscher des Fürstentums Moldau und des Fürstentums Walachei     |       |       |

## März
| Tag      | Name                                     | Beruf, bekannt als                                                            | Alter | Beleg |
| -------- | ---------------------------------------- | ----------------------------------------------------------------------------- | ----- | ----- |
| 1. März  | Friedrich Wilhelm von der Schulenburg    | preußischer Hauptmann                                                         | 64    |       |
| 3. März  | Anton Lazzaro Moro                       | italienischer Geistlicher und früher Geologe                                  | 76    |       |
| 7. März  | Johann Gotthard Hayberger                | österreichischer Barockbaumeister                                             | 68    |       |
| 12. März | Marie Antoinette von Ahlefeldt           | Klosterpriorin                                                                | 52    |       |
| 12. März | Charles Townshend, 3. Viscount Townshend | britischer Politiker der Whig-Partei                                          | 63    |       |
| 15. März | William Ellery                           | britischer Händler, Jurist und Politiker                                      | 62    |       |
| 16. März | Friedrich August Rutowski                | kursächsischer Feldmarschall                                                  | 61    |       |
| 17. März | George Parker, 2. Earl of Macclesfield   | britischer Astronom und Präsident der Royal Society                           |       |       |
| 27. März | George Bogislav von Bonin                | preußischer Jurist, Präsident des Hofgerichts Köslin                          | 62    |       |
| 29. März | Johann Friedrich von Katte               | preußischer Generalleutnant und Chef des Altpreußisches Kürassierregiment K 3 |       |       |
| 30. März | Pietro Locatelli                         | italienischer Violinist und Komponist                                         | 68    |       |

## April
| Tag       | Name                                 | Beruf, bekannt als                                    | Alter | Beleg |
| --------- | ------------------------------------ | ----------------------------------------------------- | ----- | ----- |
| 5. April  | Johann Andreas Boden                 | deutscher Historiker und lutherischer Theologe        | 61    |       |
| 9. April  | Marco Benefial                       | italienischer Maler                                   | 79    |       |
| 9. April  | Louis Charles de Saint-Albin         | Bischof von Laon und Erzbischof von Cambrai           | 66    |       |
| 10. April | Christian Gottlob Gerber             | deutscher lutherischer Theologe                       | 77    |       |
| 13. April | Nicola Fiorenza                      | italienischer Violinist und Komponist der Frühklassik |       |       |
| 15. April | Peder Horrebow                       | dänischer Astronom                                    | 84    |       |
| 15. April | Madame de Pompadour                  | Mätresse Ludwigs XV.                                  | 42    |       |
| 17. April | Johann Balthasar Christian Freislich | deutscher Komponist, Organist und Kapellmeister       |       |       |
| 17. April | Johann Mattheson                     | deutscher Komponist und Gelehrter                     | 82    |       |
| 20. April | Maria Ponderus                       | niederländische Stifterin eines Hofjes                | 92    |       |
| 28. April | Franz Xaver Feuchtmayer              | deutscher Stuckateur und Bildhauer des Rokoko         |       |       |

## Mai
| Tag     | Name                                           | Beruf, bekannt als | Alter | Beleg |
| ------- | ---------------------------------------------- | --- | ----- | ----- |
| 1. Mai  | Christoph August Heumann                       | evangelisch-lutherischer Theologe und Polyhistor | 82    |       |
| 1. Mai  | Johann Gottfried Pilarik                       | deutscher Superintendent und Kirchenlieddichter | 59    |       |
| 1. Mai  | Johann Ernst von Schmettau                     | königlich preußischer Generalmajor, Chef des Kürassier-Regiments Nr. 4 sowie Erbherr auf Rohrlach in Schlesien                                        |       |       |
| 3. Mai  | Francesco Algarotti                            | italienischer Philosoph und Kunstkritiker | 51    |       |
| 9. Mai  | Johann Heinrich Preuss                         | Königlich Britischer und kurfürstlich hannoverscher Hof- und Kammermusiker sowie Konzertmeister                                                       |       |       |
| 10. Mai | Christian Friedrich Henrici                    | Textdichter Johann Sebastian Bachs | 64    |       |
| 14. Mai | Johann Maximilian IV. Emanuel von Preysing     | bayerischer Politiker |       |       |
| 14. Mai | Laurenz Zellweger                              | Schweizer Arzt, Aufklärer und Historiker | 71    |       |
| 15. Mai | Josef Bonaventura Pitter                       | böhmischer Mönch und Historiker | 55    |       |
| 16. Mai | Anton Landes                                   | Stuckateur des bayerischen Rokoko | 52    |       |
| 18. Mai | Adolf Nikolaus von Buccow                      | österreichischer General der Kavallerie und Gubernator von Siebenbürgen                                                                               | 52    |       |
| 18. Mai | Charles François II. de Montmorency-Luxembourg | französischer Adliger | 61    |       |
| 25. Mai | Karl Gottfried von Knobloch                    | preußischer Generalmajor, Chef des Infanterieregiments Nr. 29, Kommandant der Festung Schweidnitz. Erbherr auf Thieresdorf, Schubkeimen und Wanghusen | 66    |       |
| 26. Mai | Peter Joseph Kofler                            | Bürgermeister von Wien | 63    |       |
| 31. Mai | Johann Kamprad                                 | Handwerksmeister, Ratsherr und Chronist |       |       |

## Juni
| Tag      | Name                                     | Beruf, bekannt als                                                   | Alter | Beleg |
| -------- | ---------------------------------------- | -------------------------------------------------------------------- | ----- | ----- |
| 1. Juni  | Johann Heinrich von Spreckelsen          | deutscher Jurist und Hamburger Senatssekretär                        | 72    |       |
| 3. Juni  | Hans Adolph Brorson                      | dänischer Bischof und einer der größten Psalmendichter Skandinaviens | 69    |       |
| 6. Juni  | Wilhelm Hieronymus Pachelbel             | Komponist des Barock                                                 |       |       |
| 7. Juni  | Sophie Karoline von Brandenburg-Kulmbach | Fürstin von Ostfriesland                                             | 57    |       |
| 8. Juni  | Nicolas Ferry                            | Hofzwerg                                                             | 22    |       |
| 11. Juni | Maria Anna von Hessen-Wanfried           | landgräfliche Prinzessin                                             | 79    |       |
| 11. Juni | Christoph Stoltzenberg                   | deutscher Komponist                                                  | 74    |       |
| 11. Juni | Johann Siegmund Strebel                  | deutscher Verwaltungsbeamter und Bibliothekar                        | 63    |       |
| 23. Juni | Adam Joachim von Podewils                | preußischer Offizier                                                 | 67    |       |
| 25. Juni | Wilhelm Ernst Starke                     | deutscher reformierter Theologe und Philologe                        | 72    |       |
| 29. Juni | Ralph Allen                              | britischer Unternehmer                                               |       |       |
| 29. Juni | Ignaz Lanz                               | Benediktiner                                                         | 49    |       |
| 30. Juni | Theodor Boltz                            | deutscher Jurist                                                     | 83    |       |

## Juli
| Tag      | Name                                | Beruf, bekannt als                                                                 | Alter | Beleg |
| -------- | ----------------------------------- | ---------------------------------------------------------------------------------- | ----- | ----- |
| 6. Juli  | Daniel Georg von Lindstedt          | königlich-preußischer Generalmajor                                                 | 59    |       |
| 10. Juli | Theodor Schneider                   | Priester, Jesuit, erster katholischer deutscher Missionar in Nordamerika           | 61    |       |
| 10. Juli | August Wilhelm von Wolff-Metternich | Domherr und Minister                                                               | 59    |       |
| 11. Juli | Johann Friedrich Heintzmann         | deutscher Baumeister (Wernigerode) und Bergmeister bei der Reform des Ruhrbergbaus | 47    |       |
| 13. Juli | Immanuel Gottlob Brastberger        | deutscher Geistlicher                                                              | 48    |       |
| 15. Juli | Johann Jakob Hentsch                | deutscher Mathematiker und Philosoph                                               | 41    |       |
| 15. Juli | Rahel Louise von Hoym               | deutsche Großgrundbesitzerin                                                       | 65    |       |
| 15. Juli | Ernst Ludwig Orlich                 | Hauptpastor zu St. Michaelis in Hamburg                                            | 58    |       |
| 16. Juli | Iwan VI.                            | russischer Kaiser                                                                  | 23    |       |
| 18. Juli | Heinrich Giller                     | Schweizer Kaufmann und Mitglied der Herrnhuter Brüdergemeine                       | 62    |       |
| 19. Juli | François de Fitz-James              | Herzog von Fitz-James, Hofkaplan Ludwigs XV. und Bischof von Soissons (1739–1764)  | 55    |       |
| 19. Juli | Hagop II. Nalyan                    | armenischer Geistlicher                                                            |       |       |
| 20. Juli | Peter van Bleeck                    | niederländischer Porträtmaler und Graveur                                          |       |       |
| 21. Juli | Christian Carl zu Stolberg-Gedern   | Generalfeldzeugmeister des Reichsheeres                                            | 39    |       |
| 25. Juli | Ernst Heinrich von Langenau         | preußischer Oberst                                                                 |       |       |
| 28. Juli | Andreas Ferdinand Mayr              | Salzburger Geigenbauer                                                             |       |       |
| 30. Juli | Philipp Hafner                      | österreichischer Schriftsteller und Literaturkritiker                              | 28    |       |

## August
| Tag        | Name                   | Beruf, bekannt als                                        | Alter | Beleg |
| ---------- | ---------------------- | --------------------------------------------------------- | ----- | ----- |
| 2. August  | Balthasar Riepp        | deutscher Barockmaler                                     | 60    |       |
| 7. August  | Franz Christoph Nagel  | deutscher Baumeister des Barock                           | 65    |       |
| 8. August  | Johann Philipp Harrach | österreichischer Feldmarschall und Hofkriegsratspräsident | 85    |       |
| 22. August | Marc-Pierre d’Argenson | französischer Adeliger und Politiker                      | 68    |       |
| 28. August | Johann Vogt            | deutscher Theologe und Historiker                         | 69    |       |

## September
| Tag           | Name                                  | Beruf, bekannt als                                                                   | Alter | Beleg |
| ------------- | ------------------------------------- | ------------------------------------------------------------------------------------ | ----- | ----- |
| 1. September  | Sebastiano Conca                      | italienischer Maler des Barock                                                       | 84    |       |
| 2. September  | Nathaniel Bliss                       | englischer Astronom                                                                  | 63    |       |
| 2. September  | Pierre Le Guay de Prémontval          | römisch-katholischer Priester und englischer Naturforscher                           | 48    |       |
| 9. September  | Carl Werner Ernst von Miltitz         | königlich-polnischer und kurfürstlich-sächsischer Kammerherr und Rittergutsbesitzer  |       |       |
| 10. September | Giovanni Antonio Giay                 | italienischer Komponist des Barock                                                   | 74    |       |
| 12. September | Jean-Philippe Rameau                  | französischer Komponist und Musiktheoretiker                                         |       |       |
| 13. September | Giovanni Domenico Barbieri            | Schweizer Baumeister der Barockzeit                                                  | 60    |       |
| 14. September | Wilhelm Kaspar Wegely                 | preußischer Kaufmann und Unternehmer                                                 | 49    |       |
| 15. September | Joachim Christopher Wendt             | deutscher Geistlicher                                                                | 71    |       |
| 16. September | Franz Josias                          | Herzog von Sachsen-Coburg-Saalfeld (1729–1764)                                       | 66    |       |
| 17. September | Gottfried Leonhard Baudis der Jüngere | deutscher Historiker, Rechtswissenschaftler, Hochschullehrer und Bibliothekar        | 52    |       |
| 17. September | Johann Christoph Struchtmeyer         | deutscher evangelischer Theologe                                                     | 66    |       |
| 18. September | Jonathan Eybeschütz                   | Talmudist, Halachist und Kabbalist                                                   |       |       |
| 18. September | Georg Friedrich Spitzner              | kursächsischer Beamter                                                               | 76    |       |
| 19. September | Georg Tegetmeyer                      | deutscher Organist und Komponist                                                     | 77    |       |
| 25. September | Daniel Stadler                        | deutscher Jesuit, Beichtvater und Berater des Bayerischen Kurfürsten Max III. Joseph | 59    |       |
| 26. September | Benito Jerónimo Feijoo                | spanischer Ordensgeistlicher und Gelehrter, Vorläufer der Aufklärung                 | 87    |       |
| 28. September | Joachim Christian von Bandemer        | preußischer Generalmajor, Chef des Leibkarabinerregiments                            | 61    |       |
| 28. September | Johann Kasimir Mieg                   | deutscher Theologe und Prediger                                                      | 51    |       |
| 30. September | Hermann Carl von Keyserlingk          | russischer Gesandter                                                                 |       |       |
| September     | Johann Daniel Heinbach                | deutscher Feuerwerker, Zeichner und Kartograf                                        |       |       |

## Oktober
| Tag         | Name                                     | Beruf, bekannt als | Alter | Beleg |
| ----------- | ---------------------------------------- | --- | ----- | ----- |
| 1. Oktober  | Johann Friedrich von Haugwitz            | preußischer Landrat | 62    |       |
| 2. Oktober  | William Cavendish, 4. Duke of Devonshire | britischer Politiker, Premierminister (1756–1757) | 44    |       |
| 8. Oktober  | Peter Christian Wagner                   | deutscher Mediziner und Naturforscher | 61    |       |
| 10. Oktober | Christoph Wilhelm von Nimschewski        | preußischer Oberst | 46    |       |
| 13. Oktober | Johann Leonhard von Wutgenau             | letzte kaiserliche Stadtkommandant von Breslau und nachmaliger preußischer Oberst und Regimentschef | 74    |       |
| 14. Oktober | Meinrad Troger                           | Fürstabt des Klosters St. Blasien (1749 bis 1764) | 68    |       |
| 20. Oktober | Johann Peter von Raesfeld                | preußischer Geheimer Rat und Regierungspräsident | 85    |       |
| 20. Oktober | Hermann von Wartensleben                 | preußischer Oberst und zuletzt Chef des Kürassierregiments Nr. 9, Ritter des Johanniter-Ordens, residierender Komtur in Lagow, Domherr und Koadjutor der Stiftskirche in Magdeburg, sowie Domherr und Senior der Stiftskirche in Brandenburg, Erbherr auf Mese | 64    |       |
| 22. Oktober | Jean-Marie Leclair                       | französischer Komponist und Violinist | 67    |       |
| 23. Oktober | Pierre-Charles Roy                       | französischer Librettist |       |       |
| 25. Oktober | Louis III. de Mailly                     | französischer Militär | 75    |       |
| 26. Oktober | William Hogarth                          | englischer sozialkritischer Maler und Graphiker | 66    |       |

## November
| Tag          | Name                          | Beruf, bekannt als                                                        | Alter | Beleg |
| ------------ | ----------------------------- | ------------------------------------------------------------------------- | ----- | ----- |
| 2. November  | Christian Wilhelm von Dieskau | deutscher Schlosshauptmann und Bergrat                                    | 61    |       |
| 4. November  | Charles Churchill             | englischer Poet und Satiriker                                             | 32    |       |
| 4. November  | Rudolphus Leusden             | niederländischer Mediziner und Bürgermeister von Utrecht                  |       |       |
| 8. November  | Hieronymus von Ludolf         | deutscher Mediziner und Chemiker                                          | 55    |       |
| 9. November  | Petrus Wesseling              | deutscher Philologe und Rechtswissenschaftler                             | 72    |       |
| 10. November | Johann Ludwig Levin Gebhardi  | deutscher Landeshistoriker und Genealoge                                  | 65    |       |
| 10. November | Johann Heinrich Redecker      | deutscher Amts- und (Hof-)Kammerschreiber und Chronist der Stadt Hannover | 82    |       |
| 14. November | Isidor von Hoditz             | preußischer Oberst und Chef des Husarenregiments Nr. 6                    | 51    |       |
| 15. November | Ignaz Anton Gunetzrhainer     | deutscher Baumeister                                                      | 66    |       |
| 27. November | Gottfried Geyser              | deutscher evangelischer Theologe                                          | 65    |       |

## Dezember
| Tag          | Name                          | Beruf, bekannt als | Alter | Beleg |
| ------------ | ----------------------------- | --- | ----- | ----- |
| 1. Dezember  | Christian Goldbach            | preußischer Mathematiker                                                                                                  | 74    |       |
| 11. Dezember | Johann Heinrich Gernler       | Schweizer Historiker | 37    |       |
| 10. Dezember | Plazidus Reich                | deutscher Benediktinerabt                                                                                                 | 69    |       |
| 12. Dezember | Johann Philipp Breyne         | deutscher Botaniker und Zoologe                                                                                           | 84    |       |
| 12. Dezember | Johann von Grant              | schottischer Offizier, zuletzt preußischer Generalmajor, Chef des Füsilier-Regiments Nr. 44, Kommandant des Festung Neiße |       |       |
| 12. Dezember | Christian Klausing            | Orgelbauer |       |       |
| 13. Dezember | Carl Ludolph von Danckelmann  | preußischer Staatsminister                                                                                                | 65    |       |
| 15. Dezember | Friedrich Christian von Hauss | preußischer Generalmajor und Chef des Infanterieregiments S 55                                                            |       |       |
| 19. Dezember | Johann Zacharias Richter      | deutscher Handels- und Ratsherr                                                                                           | 68    |       |
| 20. Dezember | Erik Pontoppidan der Jüngere  | dänischer Theologe und Autor                                                                                              | 66    |       |
| 22. Dezember | Ladislaus Amade von Várkonyi  | Dichter | 61    |       |
| 26. Dezember | Ismael Mengs                  | deutscher Maler |       |       |
| 29. Dezember | Johann Theodor Axer           | Bildhauer des Barock |       |       |

## Datum unbekannt
| Tag | Name                           | Beruf, bekannt als | Alter | Beleg |
| --- | ------------------------------ | --- | ----- | ----- |
|     | Detlof Hans von Bassewitz      | Teilnehmer an der Fronde gegen Herzog Carl Leopold, Mitunterzeichner des Landesgrundgesetzlichen Erbvergleichs und deutsch-schwedischer Offizier |       |       |
|     | François Cupis de Camargo      | belgischer Violinist und Komponist | ≈45   |       |
|     | Domenico Dall’Oglio            | italienischer Violinist und Komponist der Frühklassik                                                                                            |       |       |
|     | Benjamin Gray                  | englischer Uhrmacher |       |       |
|     | Johann Friedrich Handschuh     | deutscher lutherischer Pastor und Missionar |       |       |
|     | Jakob Küner                    | deutscher Unternehmer |       |       |
|     | Johann Martersteck             | lothringischer Bildhauer, Holzschnitzer und Altarbauer                                                                                           |       |       |
|     | Johannes Müller                | deutscher Bauingenieur |       |       |
|     | Joseph Ignaz Saler             | deutscher Gold- und Silberschmied |       |       |
|     | Andrea Pacini                  | italienischer Alt-Kastrat, Opernsänger, Komponist und Geistlicher                                                                                |       |       |
|     | Lorenz Plazid Schumacher       | Verschwörer, hingerichtet |       |       |
|     | Gabriel Steinböck              | österreichischer kaiserlicher Hofsteinmetzmeister des Barock                                                                                     |       |       |
|     | Jean-André Thouin              | französischer Gärtner |       |       |
|     | Johann Heinrich Tischbein      | deutscher Maler |       |       |
|     | Heinrich Gottlob von Warkotsch | schlesischer Adliger in österreichischen Diensten                                                                                                |       |       |
|     | Lorenzo Gaetano Zavateri       | italienischer Komponist und Violinist des Spätbarock                                                                                             |       |       |